# 国鉄R11形コンテナ
国鉄R11形コンテナ（こくてつR11がたコンテナ）は、日本国有鉄道（国鉄）が1965年（昭和40年）に製造した、鉄道輸送用一種規格（約11 ft）冷蔵コンテナである。

## 概要
1965年（昭和40年）度にクレーン荷役非対応冷蔵コンテナとして2個（900,901）が製作された。
落成時の形式名は900形であったが1966年（昭和41年）6月の称号改正によりR11形に変更した。形式名変更に伴い番号（900,901→1,2）も変更された。室内に最大3段の棚が設置可能な構造であるが棚を全て設置すると自重が2.0 tになり荷重は4.8 tに制限された。
形式名変更後より量産に入り1966年（昭和41年）度から1968年（昭和43年）度の3年間に50個ずつ合計150個（3 - 152）が製作された。自重軽減が命題とされ自重は1.8 tまで抑えられ荷重は5.0 tとされた。このロットよりクレーン荷役（下吊り）に対応可能となりドライアイス用の棚も設置された。製造は900形時より一貫して富士重工業1社のみにて行われた。
扉位置は、片側妻面の1か所のみで塗装は900形時より一貫して白色である。寸法関係は全長3,328.8 mm、全幅2,350.6 mm、全高2,350.2 mm、荷重5 t、自重1.8 t、容積11.1 m3である。
1985年（昭和60年）度に最後まで使用された4個が廃止され形式消滅したがこれは書類上の記録で実際とは異なる。